# Acontias cregoi
Acontias cregoi — вид сцинкоподібних ящірок родини сцинкових (Scincidae). Ендемік Південно-Африканської Республіки.

## Поширення і екологія
Acontias cregoi мешкають в провінції Лімпопо на північному сході ПАР, від Національного парку Крюгер до плато Макгабенг. Вони живуть на кам'янистих схилах, порослих сухими луками. Зустрічаються на висоті від 650 до 1700 м над рівнем моря.